# Tartaarsaus

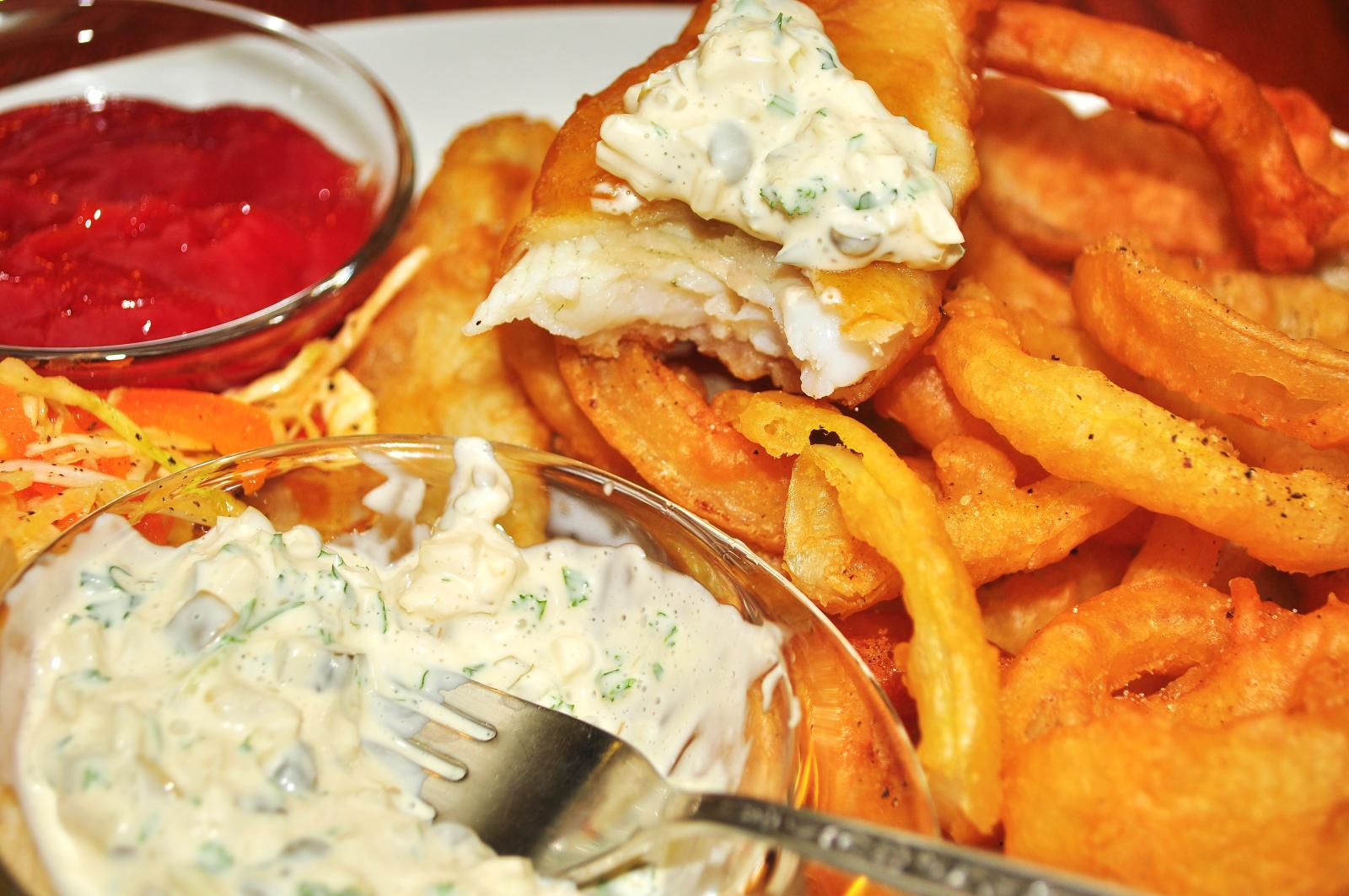
Een bord eten met linksonder tartaarsaus

Tartaarsaus is een koude saus op basis van mayonaise waar een garnituur van hard gekookt ei, peterselie en gehakte uitjes of sjalotjes aan toegevoegd is. Verder gebruikt men vaak augurk, kappertjes en/of bieslook. Tartaarsaus lijkt enigszins op remoulade en wordt weleens verward met ravigote.

## Gebruik
Tartaarsaus wordt vooral gegeten bij gebakken vis of bij gefrituurde gerechten zoals friet, calamares, scampi, en andere hartige hapjes. Daarnaast kan tartaarsaus in combinatie met rauwkost worden gebruikt als basis voor het maken van salade. In Tsjechië wordt de saus gebruikt bij het bekende gerecht Smažený sýr (gepaneerde kaas).

## Verkrijgbaarheid
Kant-en-klare tartaarsaus is voor consumenten verkrijgbaar bij de supermarkt en in delicatessenwinkels.  

## Trivia
- Het tekenfilmpersonage SpongeBob SquarePants gebruikt "Tartaarsaus!" als alternatieve vloek.